# Raphaël Varane
Raphaël Xavier Varane (ur. 25 kwietnia 1993 w Lille) – francuski piłkarz martynikańskiego pochodzenia, który występował na pozycji obrońcy. W latach 2013–2022 reprezentant Francji. Mistrz Świata z 2018 roku. Wicemistrz Świata z 2022 roku. Uczestnik Mistrzostw Świata 2014 i Mistrzostw Europy 2021.

## Kariera klubowa

### RC Lens
Karierę piłkarską rozpoczął w wieku 7 lat, w klubie AS Hellemmes. Trenował w nim przez 2 lata. W 2002 zainteresowało się nim kilka znaczących klubów. Mimo dobrej oferty Lille OSC, zawodnik wybrał propozycję RC Lens. W drużynach juniorskich i młodzieżowych Lens grał do 2010. Po awansie tego klubu do Ligue 1, został przez trenera Jeana-Guya Wallemme włączony do kadry pierwszego zespołu, podpisując równocześnie swój pierwszy profesjonalny kontrakt. 7 listopada 2010 zadebiutował we francuskiej ekstraklasie w wygranym 2:0 domowym spotkaniu z Montpellier HSC. Po doskonałym debiucie stał się podstawowym zawodnikiem swojego klubu. 7 maja 2011 w wyjazdowym meczu z SM Caen zdobył swojego pierwszego gola w lidze. Bardzo ważna bramka zdobyta przez Rafę dała piłkarzom Lens tylko jeden punkt, a spotkanie zakończyło się remisem 1:1. Dobra postawa młodego defensora nie wystarczyła do utrzymania się jego zespołu w najwyższej klasie rozgrywkowej.

### Real Madryt
Tuż po zakończeniu sezonu 2010/2011 Raphaël stał się jednym z najbardziej pożądanych piłkarzy w Ligue 1. Mimo wielkiego zainteresowania ze strony Paris Saint-Germain i Manchesteru United, młody Francuz wybrał ofertę Realu Madryt. Pomysłodawcą tego transferu był Zinédine Zidane, który był zachwycony umiejętnościami stopera. 27 czerwca 2011, tuż po przejściu testów medycznych, doszło do oficjalnego potwierdzenia transferu. Varane kosztował 10 mln euro oraz podpisał 6-letni kontrakt z Los Blancos. Varane w Primera División zadebiutował 21 września 2011 w wyjazdowym spotkaniu przeciwko Racingowi Santander, które zakończyło się bezbramkowym remisem. Debiutancką bramkę zdobył już 3 dni później. 24 września, ekwilibrystycznym strzałem pietą, strzelił czwartego gola w wygranym 6:2 meczu z Rayo Vallecano. Sezon 2011/2012 był dla młodego piłkarza udanym. Wystąpił w 15 spotkaniach i miał swój wkład w zdobycie Mistrzostwa Hiszpanii i dotarcie do półfinału Ligi Mistrzów. Młody piłkarz imponował spokojem i pewną grą. Sezon 2012/2013 rozpoczął z mianem trzeciego stopera i otrzymał nr 2 na koszulce, a drużyna zdobyła Superpuchar Hiszpanii, okazując się lepszą od Barcelony. Na początku sezonu grywał często, jednak podstawową parą stoperów byli Sergio Ramos i Pepe, jednak dwumiesięczna kontuzja tego drugiego, zmusiła sztab szkoleniowy Los Blancos na ruch, jakim było wystawienie Varane’a w kilku bardzo ważnych spotkaniach na początku 2013 roku. W El Clásico rozgrywanym w ramach półfinału Pucharu Króla wychowanek Lens rozegrał wręcz doskonały mecz, zwieńczony bramką na 1:1, dającą nadzieję na awans do finału. Piłkarz urodzony w Lille stał się w ten sposób najmłodszym obcokrajowcem, który zdobył bramkę w El Clásico i drugim w historii obrońcą Realu, który w swoim pierwszym El Clásico strzelił gola. W rewanżu na Camp Nou strzelił trzeciego gola dla Realu, przyczyniając się do wygranej Realu 3:1.
Wystąpił także w zwycięskim dwumeczu z Manchesterem United. We wszystkich tych meczach imponował spokojem, czystą grą oraz interwencjami, wielokrotnie ratując zespół przed utratą bramki. Świetną grą zapewnił sobie pewne miejsce w wyjściowym składzie, nawet po powrocie doświadczonego reprezentanta Portugalii Pepe. Uważany jest za jednego z najlepszych stoperów młodego pokolenia. 7 lutego 2016, zwycięstwo z Granadą, było jego jubileuszowym, setnym zwycięstwem w barwach klubu.

### Manchester United
27 lipca 2021 Manchester United ogłosił, że doszedł do porozumienia z Realem Madryt w sprawie przenosin Varane'a do angielskiego klubu. 14 sierpnia 2021 podpisał czteroletni kontrakt z Manchesterem United. W nowym klubie zadebiutował 29 sierpnia 2021 w wygranym 0:1 meczu przeciwko Wolverhampton Wanderers, rozgrywając całe 90 minut spotkania. Swoją pierwszą bramkę dla Manchesteru United strzelił 2 maja 2022 w wygranym 3:0 meczu przeciwko Brentford. 14 maja 2024 roku ogłoszono, że wraz z końcem sezonu 2023/2024 Raphaël Varane odejdzie z klubu jako wolny agent. 

## Kariera reprezentacyjna
Swoją reprezentacyjną karierę Varane rozpoczął w 2010 w kadrze Francji U-18. Dobra postawa spowodowała, że obrońcę zaczęto powoływać do starszych zespołów narodowych. W lutym 2011 otrzymał pierwsze powołanie do reprezentacji U-21. Zadebiutował w niej 8 lutego 2011 w wygranym 3:1 towarzyskim meczu ze Słowacją. W sierpniu 2012 został powołany do seniorskiej reprezentacji Francji, lecz nie pojawił się na boisku. Ostatecznie zadebiutował 22 marca 2013 roku w wygranym 3:1 meczu z Gruzją. W 2014 znalazł się w kadrze Francji na Mistrzostwa Świata 2014, które rozgrywane były w Brazylii. Varane był stałym punktem francuskiej obrony, jednak Trójkolorowi w 1/4 finału musieli uznać wyższość późniejszych triumfatorów – Niemców.
Pierwotnie powołany, ostatecznie nie wziął udziału w Euro 2016 z powodu kontuzji uda i został zastąpiony przez Adila Ramiego.
17 maja 2018 Varane został powołany do 23-osobowego składu Francji na Mistrzostwa Świata 2018. W ćwierćfinale przeciwko Urugwajowi Varane strzelił gola głową, w wygranym 2:0 meczu. Ostatecznie Francja wygrała turniej po raz drugi w historii, a Varane został czwartym zawodnikiem, który w tym samym roku zwyciężył w mistrzostwach świata i Lidze Mistrzów, po Christianie Karembeu (w 1998), Roberto Carlosie (w 2002 ) i Samim Khedirze (w 2014).
W maju 2021 znalazł się w kadrze na Euro 2020. W 2022 wystąpił na Mistrzostwach Świata w Katarze, dochodząc do finału.
2 lutego 2023 ogłosił zakończenie kariery reprezentacyjnej.
| Reprezentacja | Rok     | Mecze | Gole |
| ------------- | ------- | ----- | ---- |
| Francja       | 2013    | 4     | 0    |
| Francja       | 2014    | 13    | 1    |
| Francja       | 2015    | 10    | 1    |
| Francja       | 2016    | 8     | 0    |
| Francja       | 2017    | 5     | 0    |
| Francja       | 2018    | 14    | 1    |
| Francja       | 2019    | 10    | 2    |
| Francja       | 2020    | 7     | 0    |
| Francja       | 2021    | 12    | 0    |
| Francja       | 2022    | 10    | 0    |
| Łącznie       | Łącznie | 93    | 5    |

## Statystyki kariery
(aktualne na 25 maja 2024)
| Klub               | Sezon              | Rozgrywki          | Liga  | Liga   | Puchar kraju | Puchar kraju | Puchar ligi | Puchar ligi | Europa | Europa | Inne1 | Inne1  | Suma  | Suma   |
| Klub               | Sezon              | Rozgrywki          | Mecze | Bramki | Mecze        | Bramki       | Mecze       | Bramki      | Mecze  | Bramki | Mecze | Bramki | Mecze | Bramki |
| ------------------ | ------------------ | ------------------ | ----- | ------ | ------------ | ------------ | ----------- | ----------- | ------ | ------ | ----- | ------ | ----- | ------ |
| RC Lens            | 2010/11            | Ligue 1            | 23    | 2      | 1            | 0            | 0           | 0           | –      | –      | –     | –      | 24    | 2      |
| RC Lens            | Ogólnie            | Ogólnie            | 23    | 2      | 1            | 0            | 0           | 0           | 0      | 0      | 0     | 0      | 24    | 2      |
| Real Madryt        | 2011/12            | Primera División   | 9     | 1      | 2            | 1            | –           | –           | 4      | 0      | 0     | 0      | 15    | 2      |
| Real Madryt        | 2012/13            | Primera División   | 15    | 0      | 7            | 2            | –           | –           | 11     | 0      | 0     | 0      | 33    | 2      |
| Real Madryt        | 2013/14            | Primera División   | 14    | 0      | 2            | 0            | –           | –           | 7      | 0      | 0     | 0      | 23    | 0      |
| Real Madryt        | 2014/15            | Primera División   | 27    | 0      | 4            | 2            | –           | –           | 12     | 0      | 3     | 0      | 46    | 2      |
| Real Madryt        | 2015/16            | Primera División   | 26    | 0      | 0            | 0            | –           | –           | 7      | 0      | 0     | 0      | 33    | 0      |
| Real Madryt        | 2016/17            | Primera División   | 23    | 1      | 3            | 1            | –           | –           | 10     | 2      | 3     | 0      | 39    | 4      |
| Real Madryt        | 2017/18            | Primera División   | 27    | 0      | 1            | 0            | –           | –           | 11     | 0      | 5     | 0      | 44    | 0      |
| Real Madryt        | 2018/19            | Primera División   | 32    | 2      | 4            | 0            | –           | –           | 4      | 0      | 3     | 0      | 43    | 2      |
| Real Madryt        | 2019/20            | Primera División   | 32    | 2      | 1            | 1            | –           | –           | 8      | 0      | 2     | 0      | 43    | 3      |
| Real Madryt        | 2020/21            | Primera División   | 31    | 2      | 0            | 0            | –           | –           | 9      | 0      | 1     | 0      | 41    | 2      |
| Real Madryt        | Ogólnie            | Ogólnie            | 236   | 8      | 24           | 7            | 0           | 0           | 83     | 2      | 17    | 0      | 360   | 17     |
| Manchester United  | 2021/22            | Premier League     | 22    | 1      | 2            | 0            | 0           | 0           | 5      | 0      | –     | –      | 29    | 1      |
| Manchester United  | 2022/23            | Premier League     | 24    | 0      | 3            | 0            | 2           | 0           | 5      | 0      | –     | –      | 34    | 0      |
| Manchester United  | 2023/24            | Premier League     | 22    | 1      | 5            | 0            | 1           | 0           | 4      | 0      | –     | –      | 32    | 1      |
| Manchester United  | Ogólnie            | Ogólnie            | 68    | 2      | 10           | 0            | 3           | 0           | 14     | 0      | 0     | 0      | 95    | 2      |
| Ogólnie w karierze | Ogólnie w karierze | Ogólnie w karierze | 327   | 12     | 35           | 7            | 3           | 0           | 97     | 2      | 17    | 0      | 479   | 21     |

1 W tym Superpuchar Hiszpanii, Superpuchar Europy i Klubowe mistrzostwa świata

## Sukcesy

### Real Madryt
- Mistrzostwo Hiszpanii: 2011/2012, 2016/2017, 2019/20
- Puchar Króla: 2013/2014
- Superpuchar Hiszpanii: 2012, 2017, 2019/2020
- Liga Mistrzów UEFA: 2013/2014, 2015/2016, 2016/2017, 2017/2018
- Superpuchar Europy UEFA: 2014, 2016, 2017
- Klubowe mistrzostwo świata: 2014, 2016, 2017, 2018

### Manchester United
- Puchar Anglii: 2023/2024
- Puchar Ligi: 2022/2023

### Francja
Mistrzostwa świata
- Mistrzostwo: 2018
- Wicemistrzostwo: 2022

Liga Narodów UEFA
- Mistrzostwo: 2020/2021

## Odznaczenia
- Chevalier Legii Honorowej – nadanie 2018[10], wręczenie 2019[11][12]